# Badische X a (alt)
Die Maschinen der Gattung X a, ab 1868 VII b waren Güterzuglokomotiven der Großherzoglich Badischen Staatseisenbahnen.
Die erwarteten Verkehrsmengen für das Jahr 1856 machten die Beschaffung neuer Güterzuglokomotiven erforderlich. Dabei entschied man sich gegen die Crampton-Bauweise und beauftragte den Bau von sechs dreifach gekuppelten Lokomotiven. Mit dieser Baureihe begann eine ganze Serie von C-Kupplern, die über viele Jahre den Güterverkehr der badischen Bahn bewältigten. Die Lokomotiven konnten auf einer Steigungsstrecke mit 0,33 % einen 654 Tonnen schweren Zug mit 23 km/h zu ziehen. Sie verfügten über einen ruhigen und stabilen Lauf. Eingesetzt wurden die Lokomotiven von Freiburg aus. Nach der Verdrängung aus dem Betriebsdienst waren einige der Maschinen noch eine Zeit lang beim Nachschieben auf der Odenwaldbahn und im Mannheimer Hafen anzutreffen. Ausgemustert wurden die ersten Lokomotiven 1881. Die letzten Maschinen wurden nach 1891 als abgeschriebene Loks (die Betriebsnummer wurde um 1000 erhöht) noch zeitweise eingesetzt und dann ebenfalls verschrottet.

## Konstruktive Merkmale
Die Lokomotiven besaßen einen Einzelgabelrahmen mit innenliegenden 21 mm starken Gabelblechen für die hinteren Achsen. Der Crampton-Kessel besaß zwei Dome und war mit 1.530 mm Kesselmitte über Schienenoberkante relativ tiefliegend angeordnet. Der Kessel wurde später umgebaut und der Kesseldruck von 7 auf 8 bar erhöht. Da die Stehkesseldecke mit der Feuerbüchsdecke durch Stehbolzen verbunden wurde, wurde der hintere Dom nach vorn gerückt. Der vordere Dom wurde durch einen Regleraufsatz ersetzt. Die Kesselwasserspeisung erfolgte durch mittels Exzentern von den Treibachsen angetriebenen Pumpen.
Das Zweizylinder-Nassdampftriebwerk war außenliegend angeordnet und wirkte auf die mittlere Kuppelachse. Die Treibstangen waren gegabelt. Die Federung erfolgte bei den beiden hinteren Achsen mittels gemeinsamer untenhängenden Blattfedern und bei der vorderen Achse mittels Langfedern.
Ausgestattet waren die Loks mit Schlepptendern der Bauart 3 T 5,62.